# Elisma wodna
Elisma wodna, elisma pływająca (Luronium natans (L.) Raf.) – gatunek rośliny należący do rodziny żabieńcowatych (Alismataceae), jedyny (i tym samym typowy) przedstawiciel monotypowego rodzaju elisma (Luronium Raf. Aut. Bot. 63. 1840). Występuje w stanie dzikim w Europie. W Polsce występuje w części zachodniej oraz na Pojezierzu Pomorskim, szczególnie w Borach Tucholskich.

## Morfologia

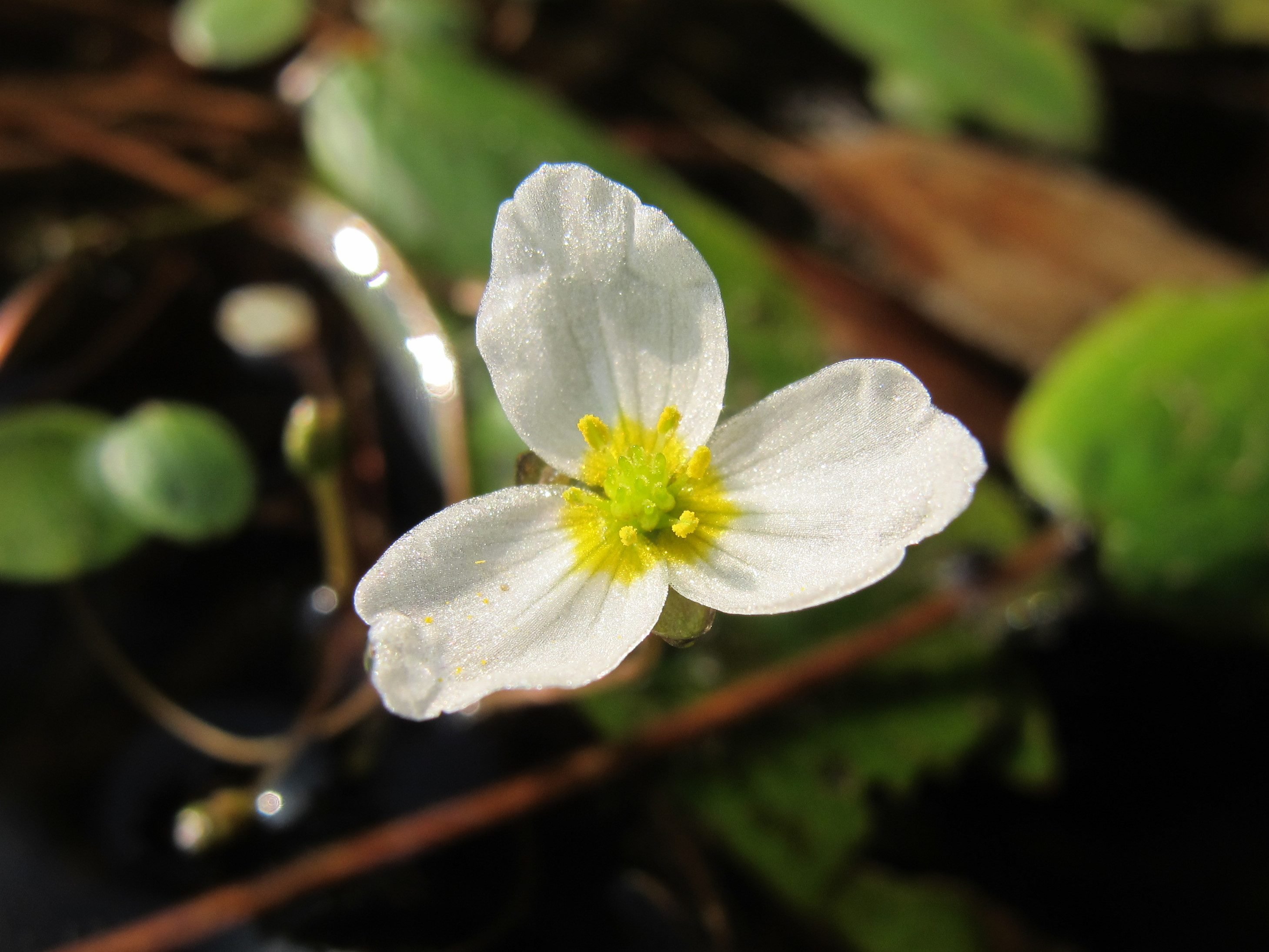
Kwiat

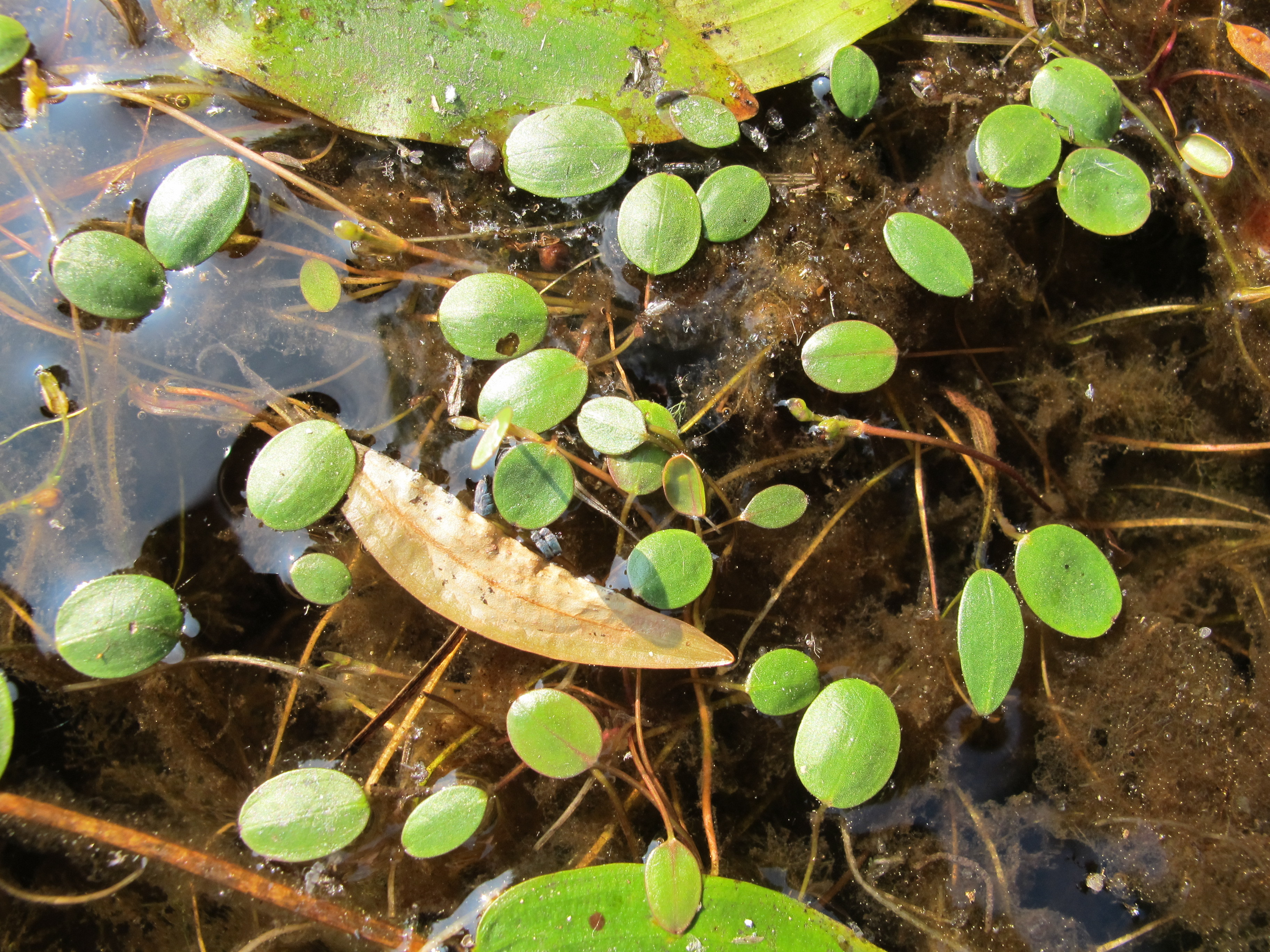
Liście pływające

PokrójTypowa forma to roślina wodna zakorzeniająca się na dnie i posiadająca taśmowate liście podwodne oraz liście pływające. Forma podwodna ma tylko liście taśmowate i nie wytwarza kwiatów. Forma lądowa lub wynurzona ma krótkoogonkowe, jajowate liście i wytwarza kwiaty w węzłach rozłogów.
ŁodygaUlistniona, o długości do 1 m. Roślina posiada proste, cienkie kłącze i wytwarza rozłogi zakorzeniające się w węzłach.
LiściePodwodne siedzące, wstęgowate, równowąskie, zebrane w różyczkę. W górnej części łodygi kilka liści pływających na powierzchni wody, o długich (do 70 cm) ogonkach i małych blaszkach jajowatych lub okrągławych.
KwiatyPojedynczo lub po kilka na szypułkach długości 5–10 cm. Działki kielicha trzy, zielone. Płatki korony trzy, białe, okrągławe. Pręcików sześć, słupków 6 do 12.
OwoceŻeberkowane orzeszki z komorami powietrznymi, dzięki którym przez jakiś czas mogą pływać na powierzchni wody.

## Biologia i ekologia
RozwójBylina, hydrofit, roślina zimozielona. Kwiaty obupłciowe, kwitną od maja do jesieni i są owadopylne lub samopylne. Roślina rozmnaża się wegetatywnie poprzez rozłogi.
SiedliskoJeziora oligotroficzne o piaszczystym dnie i odczynie pH 6,1–8,2 oraz małej zawartości wapnia. W Polsce występuje w jeziorach lobeliowych. Rośnie w strefie szuwarów na głębokości do 1 m.
FitosocjologiaGatunek charakterystyczny dla Cl. Littorelletea, dominant zbiorowiska Luronietum natantis.
GenetykaLiczba chromosomów 2n=22.

## Zagrożenia i ochrona
Roślina objęta w Polsce ścisłą ochroną gatunkową od roku 2001. W 2004 uzupełniono zasady tej ochrony o obowiązek wyznaczenia strefy ochronnej obejmującej cały zbiornik, w którym gatunek występuje. W 2012 zniesiono wobec tego gatunku odstępstwo od zakazów w przypadku czynności związanych z prowadzeniem racjonalnej gospodarki rolnej, leśnej lub rybackiej, jeżeli technologia prac uniemożliwia przestrzeganie zakazów. W 2014 podtrzymano te zakazy. Elisma jest chroniona także przez konwencję berneńską i dyrektywę siedliskową. Zagrożona jest wskutek zanieczyszczenia oligotroficznego jezior spowodowanego gospodarczym i turystycznym użytkowaniem jezior.
Kategorie zagrożenia gatunku:
- Kategoria zagrożenia w Polsce według Czerwonej listy roślin i grzybów Polski (2006)[12]: E (wymierający); 2016: EN (zagrożony)[13].
- Kategoria zagrożenia w Polsce według Polskiej czerwonej księgi roślin[14]: EN (endangered, zagrożony).